# Diplodiscus paniculatus
Diplodiscus paniculatus là một loài thực vật có hoa thuộc họ Malvaceae theo nghĩa rộng (sensu lato) hoặc Tiliaceae.
Loài này chỉ có ở Philippines.
Chúng hiện đang bị đe dọa vì mất môi trường sống.